# Piquecos
Piquecos [pikəkɔs] est une commune française située dans le centre du département de Tarn-et-Garonne, en région Occitanie.
Sur le plan historique et culturel, la commune est dans le Quercy Blanc, correspondant à la partie méridionale du Quercy, devant son nom à ses calcaires lacustres du Tertiaire.
Exposée à un climat océanique altéré, elle est drainée par l'Aveyron, le ruisseau de Dagran, le ruisseau de Gesse, le ruisseau de Saint-Marc et par divers autres petits cours d'eau. La commune possède un patrimoine naturel remarquable : un site Natura 2000 (Les « vallées du Tarn, de l'Aveyron, du Viaur, de l'Agout et du Gijou »), un espace protégé (le « cours de la Garonne, de l'Aveyron, du Viaur et du Tarn ») et deux zones naturelles d'intérêt écologique, faunistique et floristique.
Piquecos est une commune rurale qui compte 455 habitants en 2022, après avoir connu une forte hausse de la population depuis 1962.  Elle fait partie de l'aire d'attraction de Montauban. Ses habitants sont appelés les Piquecosais ou  Piquecosaises.

## Géographie

### Localisation
Piquecos est une commune située au nord de Montauban, dont elle fait partie de l'aire d'attraction.

### Communes limitrophes
Les communes limitrophes sont  L'Honor-de-Cos, Lafrançaise, Montastruc, Montauban, Puycornet et Villemade.
| Lafrançaise | Puycornet |                |
| Montastruc  | Piquecos  | L'Honor-de-Cos |
| Villemade   | Montauban |                |

### Géologie et relief
La superficie de la commune est de 779 hectares ; son altitude varie entre 71 et 209 mètres.
La mairie se situe à 173 mètres d'altitude.

### Hydrographie

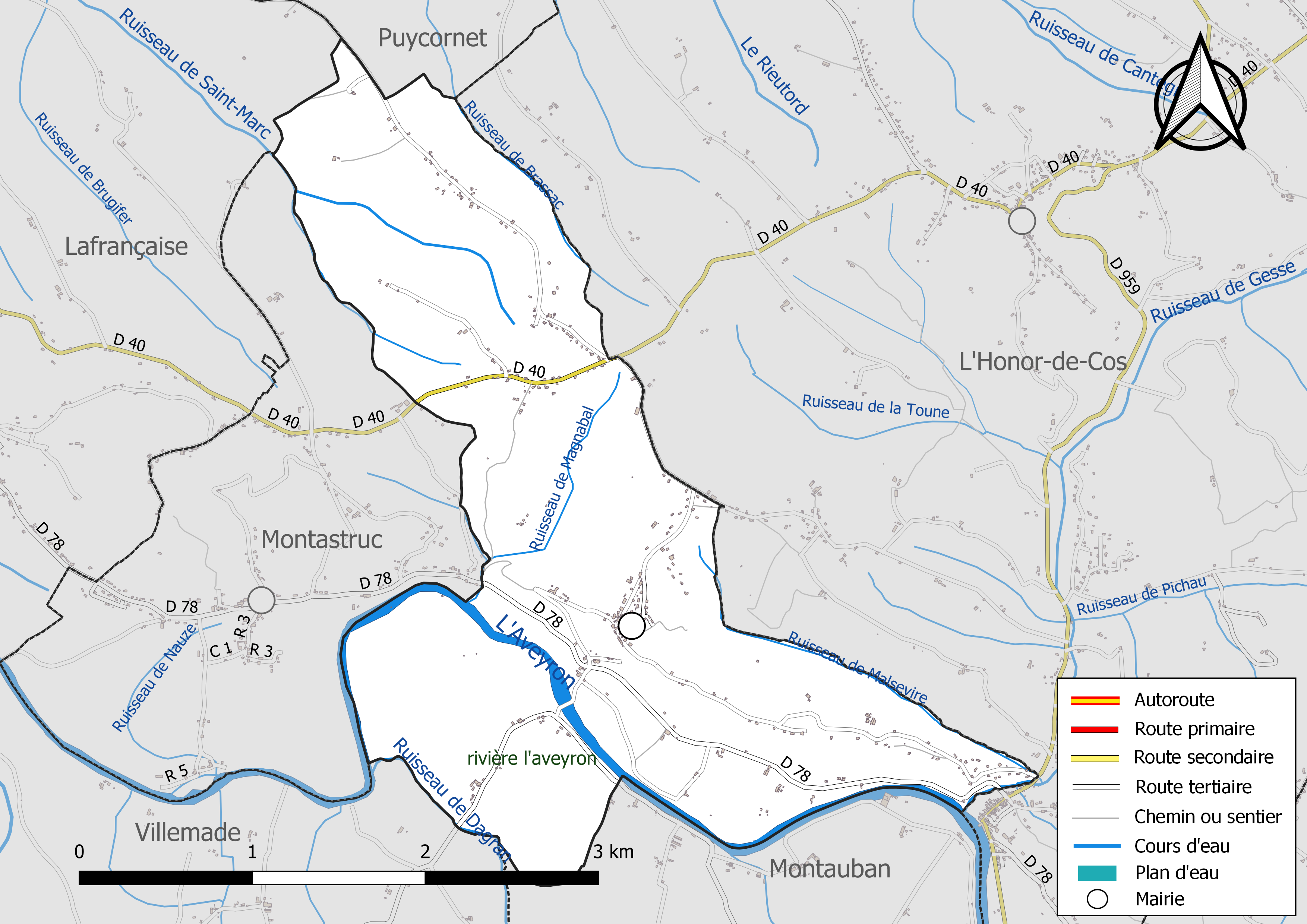
Réseaux hydrographique et routier de Piquecos.

La commune est dans le bassin versant de la Garonne, au sein du bassin hydrographique Adour-Garonne. Elle est drainée par l'Aveyron, le ruisseau de Dagran, le ruisseau de Gesse, le ruisseau de Saint-Marc, le ruisseau de Brassac, le ruisseau de Magnabal, le ruisseau de Malsevire, le ruisseau de Rauzas et par divers petits cours d'eau, constituant un réseau hydrographique de 12 km de longueur totale,.
L'Aveyron, d'une longueur totale de 291 km, prend sa source dans la commune de Sévérac d'Aveyron et s'écoule d'est en ouest. Il traverse la commune et se jette dans le Tarn entre Villemade et Lafrançaise, après avoir traversé 60 communes.

### Climat
Pour des articles plus généraux, voir Climat de l'Occitanie et Climat de Tarn-et-Garonne.
En 2010, le climat de la commune est de type climat du Bassin du Sud-Ouest, selon une étude du Centre national de la recherche scientifique s'appuyant sur une série de données couvrant la période 1971-2000. En 2020, Météo-France publie une typologie des climats de la France métropolitaine dans laquelle la commune est exposée à un climat océanique altéré et est dans la région climatique Aquitaine, Gascogne, caractérisée par une pluviométrie abondante au printemps, modérée en automne, un faible ensoleillement au printemps, un été chaud (19,5 °C), des vents faibles, des brouillards fréquents en automne et en hiver et des orages fréquents en été (15 à 20 jours).
Pour la période 1971-2000, la température annuelle moyenne est de 13,4 °C, avec une amplitude thermique annuelle de 15,9 °C. Le cumul annuel moyen de précipitations est de 797 mm, avec 9,7 jours de précipitations en janvier et 5,9 jours en juillet. Pour la période 1991-2020, la température moyenne annuelle observée sur la station météorologique de Météo-France la plus proche, « Montauban », sur la commune de Montauban à 9 km à vol d'oiseau, est de 13,9 °C et le cumul annuel moyen de précipitations est de 710,2 mm. 
La température maximale relevée sur cette station est de 42,6 °C, atteinte le 24 août 2023 ; la température minimale est de −20 °C, atteinte le 16 janvier 1985,,.
Les paramètres climatiques de la commune ont été estimés pour le milieu du siècle (2041-2070) selon différents scénarios d'émission de gaz à effet de serre à partir des nouvelles projections climatiques de référence DRIAS-2020. Ils sont consultables sur un site dédié publié par Météo-France en novembre 2022.

### Milieux naturels et biodiversité

#### Espaces protégés
La protection réglementaire est le mode d’intervention le plus fort pour préserver des espaces naturels remarquables et leur biodiversité associée,.
Un  espace protégé est présent sur la commune : 
le « cours de la Garonne, de l'Aveyron, du Viaur et du Tarn », objet d'un arrêté de protection de biotope, d'une superficie de 1 262,3 ha.

#### Réseau Natura 2000

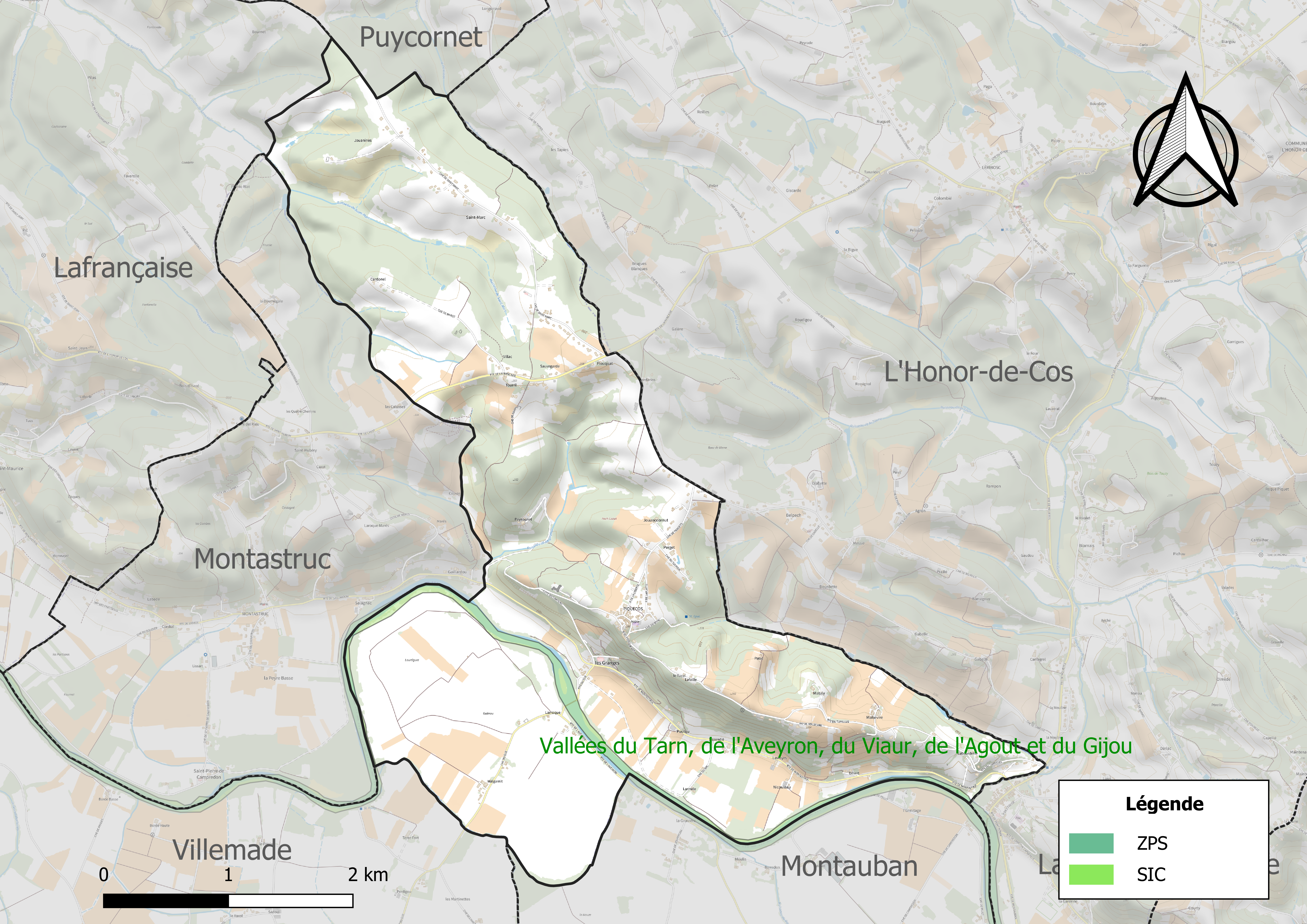
Site Natura 2000 sur le territoire communal.

Le réseau Natura 2000 est un réseau écologique européen de sites naturels d'intérêt écologique élaboré à partir des directives habitats et oiseaux, constitué de zones spéciales de conservation (ZSC) et de zones de protection spéciale (ZPS).
Un site Natura 2000 a été défini sur la commune au titre de la directive habitats : Les « vallées du Tarn, de l'Aveyron, du Viaur, de l'Agout et du Gijou », d'une superficie de 17 144 ha, s'étendant sur 136 communes dont 41 dans l'Aveyron, 8 dans la Haute-Garonne, 50 dans le Tarn et 37 en Tarn-et-Garonne. Elles présentent une très grande diversité d'habitats et d'espèces dans ce vaste réseau de cours d'eau et de gorges. La présence de la Loutre d'Europe et de la moule perlière d'eau douce est également d'un intérêt majeur.

#### Zones naturelles d'intérêt écologique, faunistique et floristique
L’inventaire des zones naturelles d'intérêt écologique, faunistique et floristique (ZNIEFF) a pour objectif de réaliser une couverture des zones les plus intéressantes sur le plan écologique, essentiellement dans la perspective d’améliorer la connaissance du patrimoine naturel national et de fournir aux différents décideurs un outil d’aide à la prise en compte de l’environnement dans l’aménagement du territoire.
Une ZNIEFF de type 1 est recensée sur la commune :
la « rivière Aveyron » (3 500 ha), couvrant 63 communes dont 38 dans l'Aveyron, cinq dans le Tarn et 20 dans le Tarn-et-Garonne et une ZNIEFF de type 2, : 
la « vallée de l' Aveyron » (14 644 ha), couvrant 68 communes dont 41 dans l'Aveyron, cinq dans le Tarn et 22 dans le Tarn-et-Garonne.

Carte des ZNIEFF de type 1 et 2 à Piquecos.
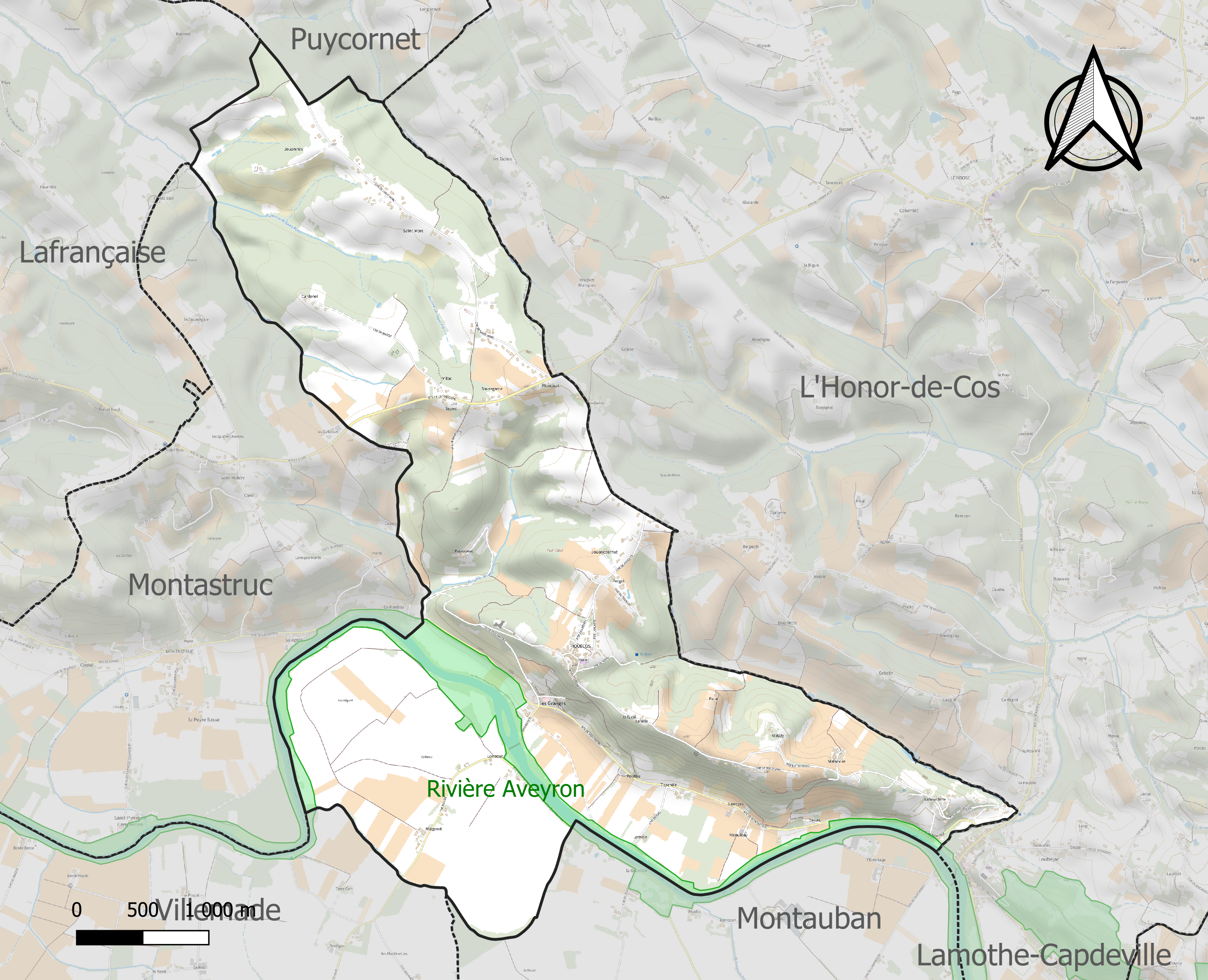
Carte de la ZNIEFF de type 1 sur la commune.
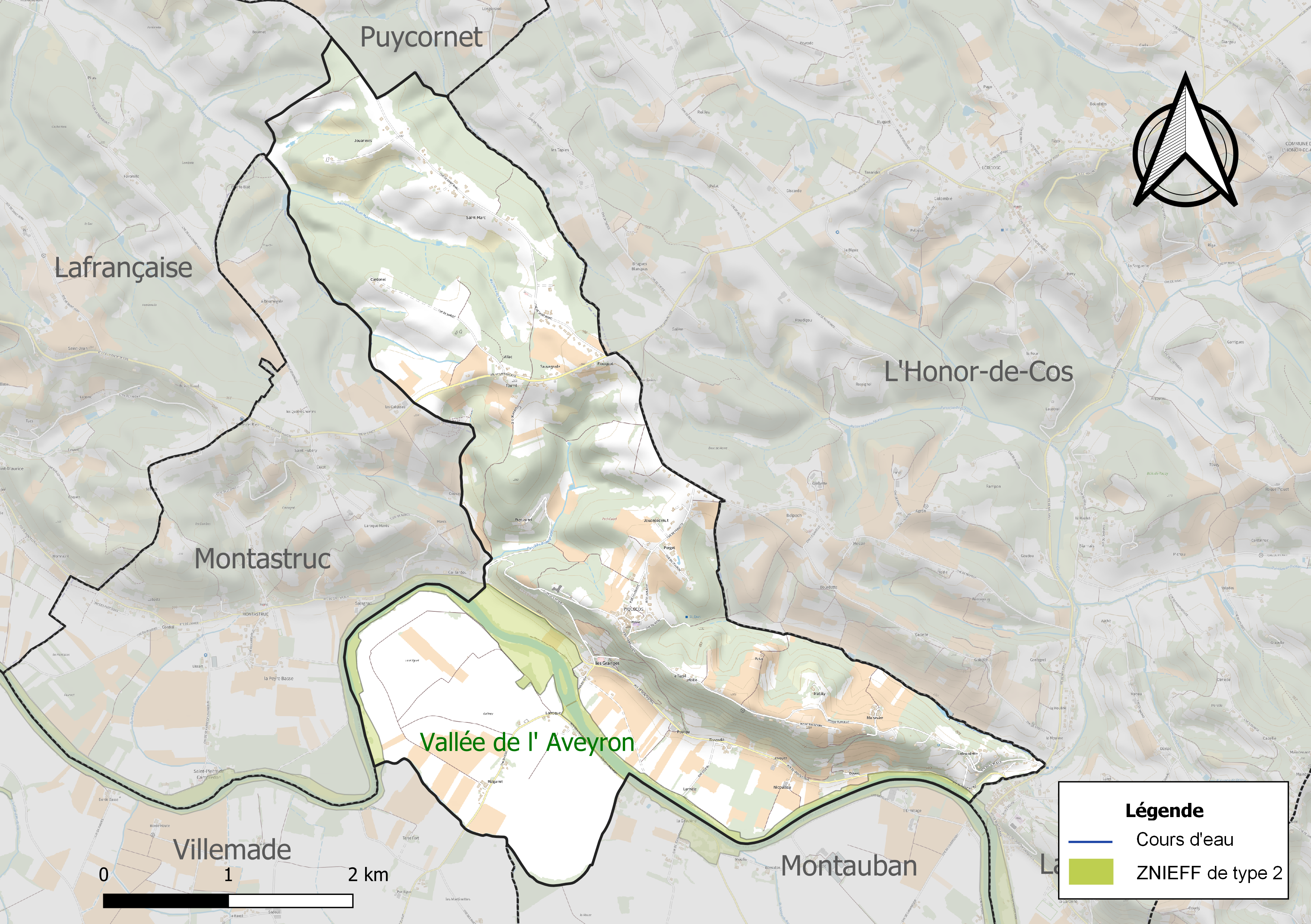
Carte de la ZNIEFF de type 2 sur la commune.

## Urbanisme

### Typologie
Au 1er janvier 2024, Piquecos est catégorisée commune rurale à habitat dispersé, selon la nouvelle grille communale de densité à sept niveaux définie par l'Insee en 2022.
Elle est située hors unité urbaine. Par ailleurs la commune fait partie de l'aire d'attraction de Montauban, dont elle est une commune de la couronne,. Cette aire, qui regroupe 50 communes, est catégorisée dans les aires de 50 000 à moins de 200 000 habitants,.

### Occupation des sols
L'occupation des sols de la commune, telle qu'elle ressort de la base de données européenne d’occupation biophysique des sols Corine Land Cover (CLC), est marquée par l'importance des territoires agricoles (71,4 % en 2018), en diminution par rapport à 1990 (72,5 %). La répartition détaillée en 2018 est la suivante : 
zones agricoles hétérogènes (42 %), forêts (27,5 %), terres arables (16,7 %), cultures permanentes (12,8 %), zones urbanisées (1 %). L'évolution de l’occupation des sols de la commune et de ses infrastructures peut être observée sur les différentes représentations cartographiques du territoire : la carte de Cassini (XVIIIe siècle), la carte d'état-major (1820-1866) et les cartes ou photos aériennes de l'IGN pour la période actuelle (1950 à aujourd'hui).

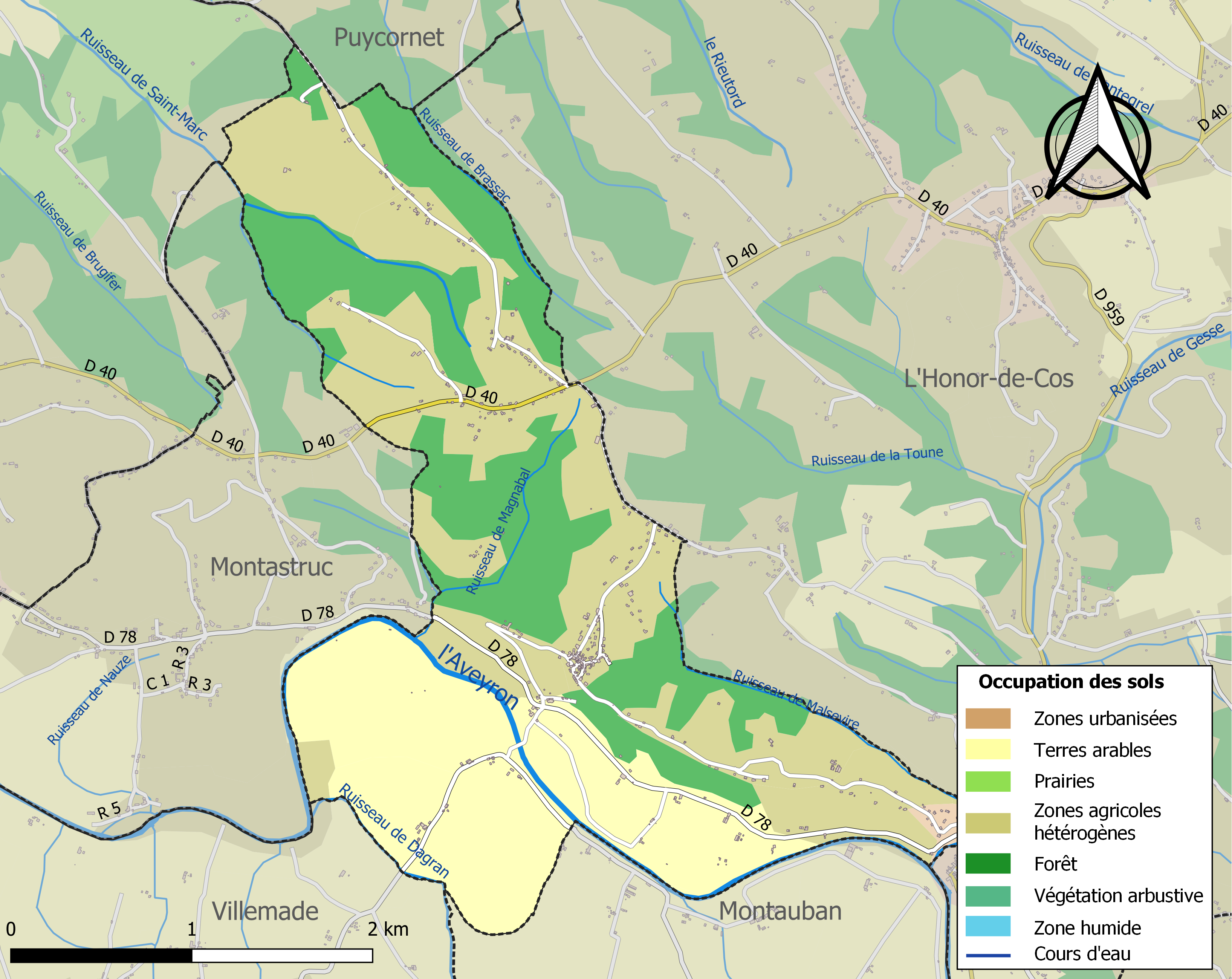
Carte des infrastructures et de l'occupation des sols de la commune en 2018 (CLC).

### Risques majeurs
Le territoire de la commune de Piquecos est vulnérable à différents aléas naturels : météorologiques (tempête, orage, neige, grand froid, canicule ou sécheresse), inondations, mouvements de terrains et séisme (sismicité très faible). Il est également exposé à deux risques technologiques,  le transport de matières dangereuses et la rupture d'un barrage. Un site publié par le BRGM permet d'évaluer simplement et rapidement les risques d'un bien localisé soit par son adresse soit par le numéro de sa parcelle.

#### Risques naturels
Certaines parties du territoire communal sont susceptibles d’être affectées par le risque d’inondation par débordement de cours d'eau, notamment l'Aveyron. La cartographie des zones inondables en ex-Midi-Pyrénées réalisée dans le cadre du XIe Contrat de plan État-région, visant à informer les citoyens et les décideurs sur le risque d’inondation, est accessible sur le site de la DREAL Occitanie. La commune a été reconnue en état de catastrophe naturelle au titre des dommages causés par les inondations et coulées de boue survenues en 1982, 1993, 1996, 1999 et 2021,.
Piquecos est exposée au risque de feu de forêt. Le département de Tarn-et-Garonne présentant toutefois globalement un niveau d’aléa moyen à faible très localisé, aucun Plan départemental de protection des forêts contre les risques d’incendie de forêt (PFCIF) n'a été élaboré. Le débroussaillement aux abords des maisons constitue l’une des meilleures protections pour les particuliers contre le feu,.

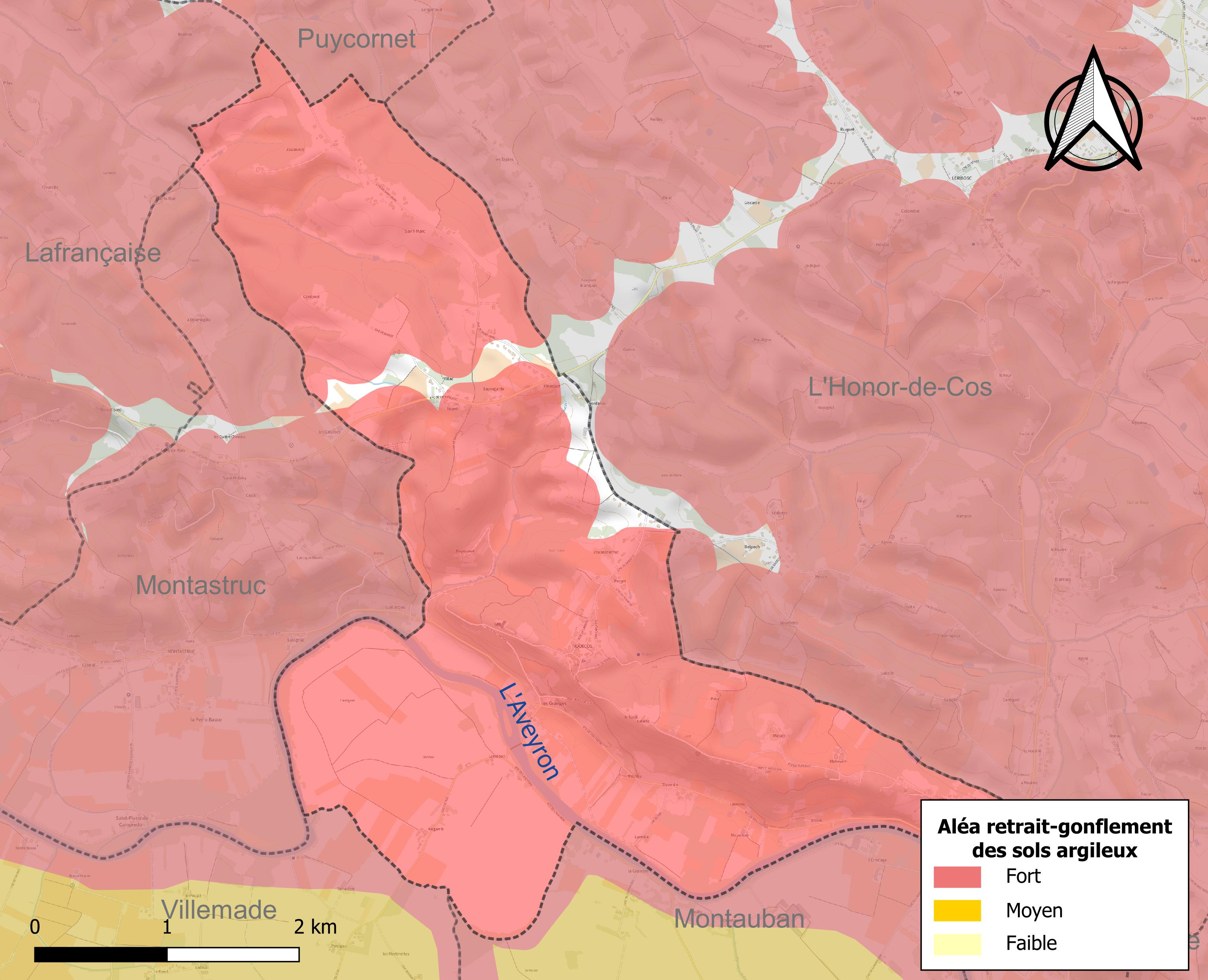
Carte des zones d'aléa retrait-gonflement des sols argileux de Piquecos.

Les mouvements de terrains susceptibles de se produire sur la commune sont des glissements de terrain et des tassements différentiels.
Le retrait-gonflement des sols argileux est susceptible d'engendrer des dommages importants aux bâtiments en cas d’alternance de périodes de sécheresse et de pluie. 96,5 % de la superficie communale est en aléa moyen ou fort (92 % au niveau départemental et 48,5 % au niveau national). Sur les 200 bâtiments dénombrés sur la commune en 2019, 183 sont en aléa moyen ou fort, soit 92 %, à comparer aux 96 % au niveau départemental et 54 % au niveau national. Une cartographie de l'exposition du territoire national au retrait gonflement des sols argileux est disponible sur le site du BRGM,.
Par ailleurs, afin de mieux appréhender le risque d’affaissement de terrain, l'inventaire national des cavités souterraines permet de localiser celles situées sur la commune.
Concernant les mouvements de terrains, la commune a été reconnue en état de catastrophe naturelle au titre des dommages causés par la sécheresse en 1989, 1991, 1998, 2003, 2009 et 2011 et par des mouvements de terrain en 1999.

#### Risques technologiques
Le risque de transport de matières dangereuses sur la commune est lié à sa traversée par des infrastructures routières ou ferroviaires importantes ou la présence d'une canalisation de transport d'hydrocarbures. Un accident se produisant sur de telles infrastructures est susceptible d’avoir des effets graves sur les biens, les personnes ou l'environnement, selon la nature du matériau transporté. Des dispositions d’urbanisme peuvent être préconisées en conséquence.
La commune est en outre située en aval du barrage de Pareloup, un ouvrage de classe A dans l'Aveyron sur les rivières Aveyron et Viaur, disposant d'une retenue de 169 millions de mètres cubes. À ce titre elle est susceptible d’être touchée par l’onde de submersion consécutive à la rupture de cet ouvrage.

## Toponymie
On rencontre les appellations de S. Felicii de Picacosio en 1100, Castrum et villa de Picacos en 1271, ecclesiam de Piquoquos en 1288, Sanctus Felix de Picacossio[réf. nécessaire].
En 1793, la commune est nommée Piquecos.
Ce toponyme pourrait être composé du mot prélatin pikk (pointe) associé au mot cos (hauteur)[réf. nécessaire]. Il y a aussi Cos (paroisse de Lamothe-Capdeville) et que l'on retrouve dans la localité voisine L'Honor-de-Cos.

## Histoire
En 1463, le roi Louis XI réside au château de Piquecos et participe à des grandes chasses. En 1542, François Ier s'installe à son retour de Perpignan pendant une quinzaine de jours. Le futur roi de France, Henri de Navarre (futur Henri IV) passe une nuit au château de Piquecos.
Pendant les rébellions huguenotes, en 1621, Louis XIII loge au château de Piquecos durant le siège de Montauban et les Quatre Cents Coups de Montauban. Le 7 juin 1622, Louis XIII fait passer l'Aveyron près de Piquecos, à son armée qui bivouaque, en bataille, devant Villemade, à deux lieues de Montauban, espérant que ceux-ci viendrait lui offrir sa revanche. Ceux-ci restant prudemment à l'intérieur de leurs murs, il continue sa marche pour assiéger Montpellier après avoir pris Nègrepelisse et Saint-Antonin.
En 1707, Philippe-André de Forest de Fonbeauzard, commandant les troupes royales en Roussillon, est créé marquis de Piquecos, uni à Saint-Pierre-de-Campredon (à Montastruc) et Saint-Marc.

## Héraldique
| Blason de Piquecos | Blason  | De gueules à trois bandes d'or; au chef d'azur chargé de trois étoiles d'or. |
| Blason de Piquecos | Détails | Le statut officiel du blason reste à déterminer.                             |

## Politique et administration

### Administration municipale
Le nombre d'habitants au dernier recensement étant compris entre 100 et 499, le nombre de membres du conseil municipal est de 11.

### Liste des maires
| Période                                  | Période  | Identité                       | Étiquette | Qualité |
| ---------------------------------------- | -------- | ------------------------------ | --------- | ------- |
| Les données manquantes sont à compléter. |          |                                |           |         |
| 1789                                     | 1791     | Pierre Rousset                 |           |         |
| 1791                                     | 1800     | Jean-Baptiste Gonon            |           |         |
| 1800                                     | 1809     | Pierre Rousset                 |           |         |
| 1809                                     | 1812     | Pierre Dagran                  |           |         |
| 1812                                     | 1815     | Antoine Daiche                 |           |         |
| 1815                                     | 1821     | Jean-Jacques Constans de Fabel |           |         |
| 1821                                     | 1841     | Etienne Luc Vidal              |           |         |
| 1841                                     | 1848     | François Daiche                |           |         |
| 1848                                     | 1853     | Pierre Courdy                  |           |         |
| 1853                                     | 1858     | Joseph Cazals                  |           |         |
| 1858                                     | 1870     | Antoine Léon Daiche            |           |         |
| 1870                                     | 1871     | Boulanger Franceries           |           |         |
| 1871                                     | 1887     | Antoine Léon Daiche            |           |         |
| 1887                                     | 1892     | Philippe Lacroux               |           |         |
| 1892                                     | 1900     | Jean Ainé Caïla                |           |         |
| 1900                                     | 1922     | Jean Cazalens                  |           |         |
| 1922                                     | 1947     | Jean Franceries                |           |         |
| 1947                                     | 1963     | Charles Claude                 |           |         |
| 1963                                     | 2001     | Yvan Castagne                  |           |         |
| mars 2001                                | 2020     | Élisabeth Castagne             |           |         |
| 2020                                     | En cours | Christèle Garcia               |           |         |

## Population et société

### Démographie
Les habitants de la commune sont appelés les Piquecosais.
L'évolution du nombre d'habitants est connue à travers les recensements de la population effectués dans la commune depuis 1793. Pour les communes de moins de 10 000 habitants, une enquête de recensement portant sur toute la population est réalisée tous les cinq ans, les populations de référence des années intermédiaires étant quant à elles estimées par interpolation ou extrapolation. Pour la commune, le premier recensement exhaustif entrant dans le cadre du nouveau dispositif a été réalisé en 2008.

En 2022, la commune comptait 455 habitants, en évolution de +7,57 % par rapport à 2016 (Tarn-et-Garonne : +3,12 %, France hors Mayotte : +2,11 %).
| 1793 | 1800 | 1806 | 1821 | 1831 | 1836 | 1841 | 1846 | 1851 |
| ---- | ---- | ---- | ---- | ---- | ---- | ---- | ---- | ---- |
| 687  | 483  | 596  | 556  | 565  | 531  | 479  | 498  | 496  |

| 1856 | 1861 | 1866 | 1872 | 1876 | 1881 | 1886 | 1891 | 1896 |
| ---- | ---- | ---- | ---- | ---- | ---- | ---- | ---- | ---- |
| 479  | 450  | 419  | 445  | 417  | 395  | 380  | 399  | 365  |

| 1901 | 1906 | 1911 | 1921 | 1926 | 1931 | 1936 | 1946 | 1954 |
| ---- | ---- | ---- | ---- | ---- | ---- | ---- | ---- | ---- |
| 345  | 345  | 328  | 294  | 258  | 255  | 262  | 241  | 266  |

| 1962 | 1968 | 1975 | 1982 | 1990 | 1999 | 2006 | 2008 | 2013 |
| ---- | ---- | ---- | ---- | ---- | ---- | ---- | ---- | ---- |
| 265  | 291  | 279  | 325  | 307  | 288  | 353  | 372  | 410  |

| 2018 | 2022 | - | - | - | - | - | - | - |
| ---- | ---- | - | - | - | - | - | - | - |
| 444  | 455  | - | - | - | - | - | - | - |

### Enseignement
École élémentaire publique de Piquecos.

### Vie locale
Un marché gourmand et nocturne (18 h - 22 h) se déroule tous les 2es vendredis de chaque mois à la salle des fêtes du village : c'est un marché de producteurs locaux ou l'on peut faire ses courses mais aussi consommer sur place les préparations des exposants : entrées, plats chauds, fromages, desserts, boissons...

### Sports
- Tour du Tarn-et-Garonne.

## Économie

### Revenus
En 2018, la commune compte 173 ménages fiscaux, regroupant 423 personnes. La médiane du revenu disponible par unité de consommation est de 20 820 € (20 140 € dans le département).

### Emploi
|                | 2008  | 2013   | 2018   |
| -------------- | ----- | ------ | ------ |
| Commune        | 5,7 % | 6,1 %  | 7,8 %  |
| Département    | 8,4 % | 10,2 % | 10,3 % |
| France entière | 8,3 % | 10 %   | 10 %   |

En 2018, la population âgée de 15 à 64 ans s'élève à 255 personnes, parmi lesquelles on compte 80,4 % d'actifs (72,5 % ayant un emploi et 7,8 % de chômeurs) et 19,6 % d'inactifs,. Depuis 2008, le taux de chômage communal (au sens du recensement) des 15-64 ans est inférieur à celui de la France et du département.
La commune fait partie de la couronne de l'aire d'attraction de Montauban, du fait qu'au moins 15 % des actifs travaillent dans le pôle,. Elle compte 38 emplois en 2018, contre 46 en 2013 et 44 en 2008. Le nombre d'actifs ayant un emploi résidant dans la commune est de 189, soit un indicateur de concentration d'emploi de 20,2 % et un taux d'activité parmi les 15 ans ou plus de 60,6 %.
Sur ces 189 actifs de 15 ans ou plus ayant un emploi, 27 travaillent dans la commune, soit 14 % des habitants. Pour se rendre au travail, 93,1 % des habitants utilisent un véhicule personnel ou de fonction à quatre roues, 3,2 % les transports en commun et 3,7 % n'ont pas besoin de transport (travail au domicile).

### Activités hors agriculture
26 établissements sont implantés  à Piquecos au 31 décembre 2019.
Le secteur de la construction est prépondérant sur la commune puisqu'il représente 26,9 % du nombre total d'établissements de la commune (7 sur les 26 entreprises implantées  à Piquecos), contre 14,9 % au niveau départemental.

### Agriculture
|               | 1988 | 2000 | 2010 | 2020 |
| ------------- | ---- | ---- | ---- | ---- |
| Exploitations | 24   | 14   | 16   | 9    |
| SAU (ha)      | 331  | 262  | 269  | 356  |

La commune est dans le « Bas-Quercy de Montpezat », une petite région agricole couvrant une bande nord  du département de Tarn-et-Garonne. En 2020, l'orientation technico-économique de l'agriculture  sur la commune est la polyculture et/ou le polyélevage. Neuf exploitations agricoles ayant leur siège dans la commune sont dénombrées lors du recensement agricole de 2020 (24 en 1988). La superficie agricole utilisée est de 356 ha,,.

## Culture locale et patrimoine

### Lieux et monuments

#### Éléments remarquables

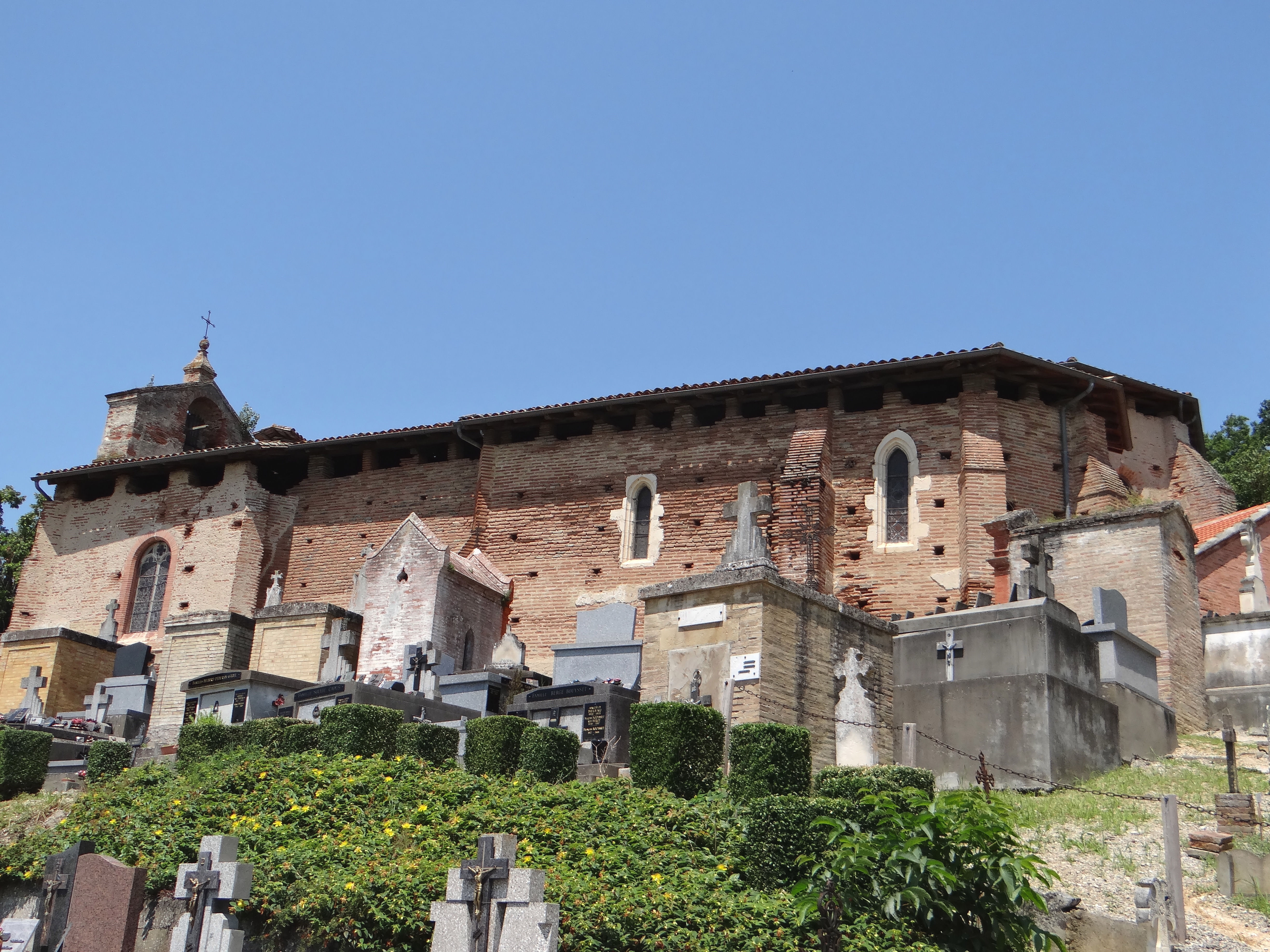
L'église Saint-Félix.

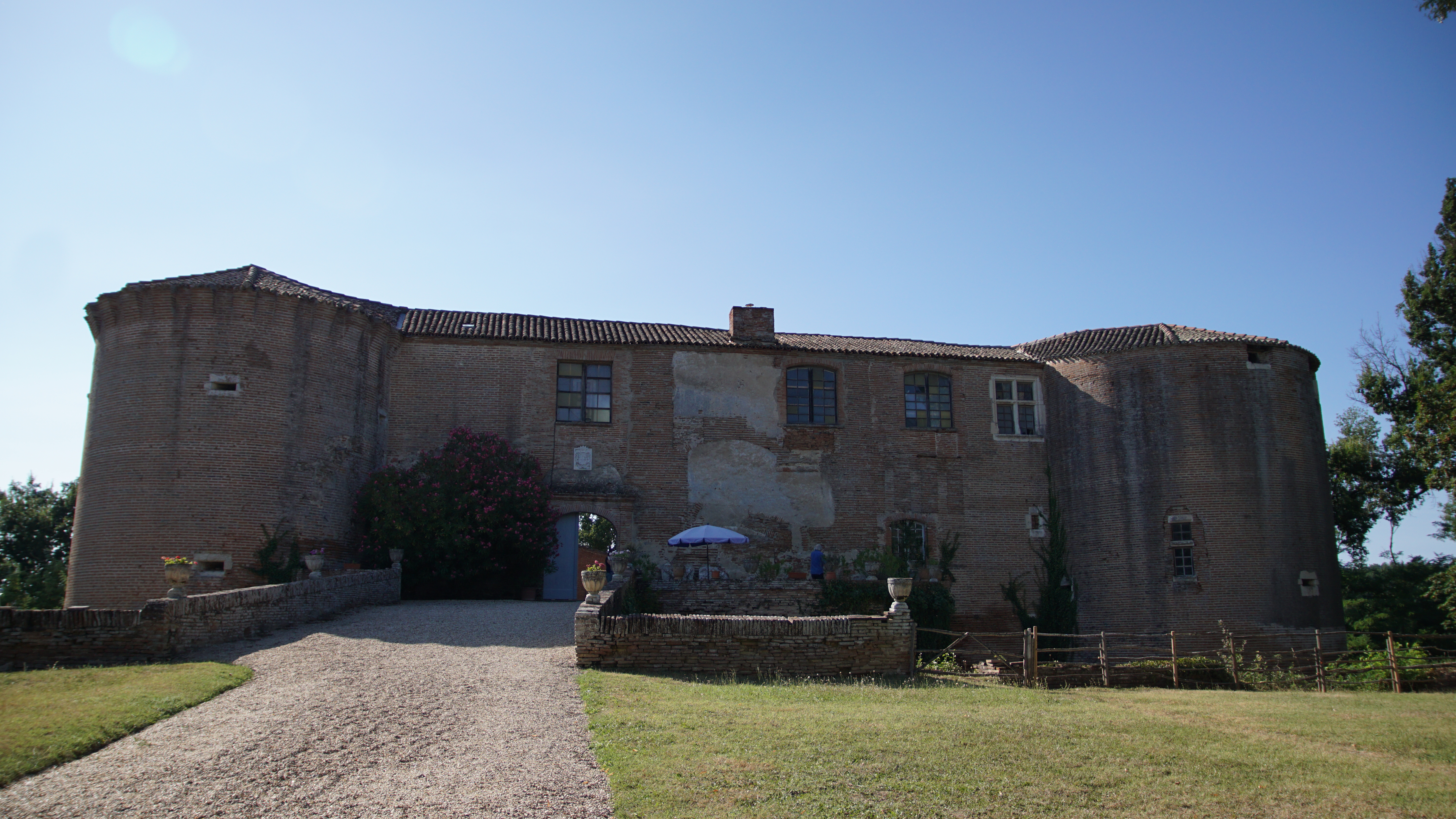
Le château.

Le patrimoine de la commune est riche puisqu'elle compte deux monuments protégés au titre des Monuments historiques :
- Église Saint-Félix de Piquecos, avec des parties du XIVe siècle et du XVIe siècle. L'édifice a été inscrit au titre des monuments historiques en 1991[46]. De nombreux objets sont référencés dans la base Palissy (voir les notices liées)[46].
- Église Saint-Marc de Piquecos.
- le château de Piquecos, avec des parties du XVe siècle et du XVIIe siècle, classé au titre des Monuments historiques depuis le 13 août 1951[47],[48],[49] ;

et sept monuments répertoriés à l'inventaire général du patrimoine culturel.
Par ailleurs, elle compte deux objets protégés au titre des Monuments historiques :
- une peinture murale monumentale dans le château, classée au titre des Monuments historiques depuis le 13 août 1951[52] ;
- une cloche, datée de 1502, dans l'église, classée au titre des Monuments historiques depuis le 25 juillet 1908[53] ;

et sept objets répertoriés à l'inventaire général du patrimoine culturel.

#### Autres éléments
La commune est connue pour le « gué de Piquecos », même s'il s'agit en réalité d'un pont submersible construit en 1982. On peut également citer le monument aux morts de la commune construit en 1996.

### Personnalités liées à la commune
- Faydit d'Aigrefeuille ( ? - 1391), prieur de Saint-Félix en 1360.
- Adrien Laplace (1909-1992), sénateur du Tarn-et-Garonne qui a vécu à Piquecos et pendant la Seconde Guerre Mondiale, il a recueilli et hébergé, plusieurs réfugiés juifs, en particulier l'ancien directeur de la Banque nationale d'Autriche.
- Melchior Mitte de Chevrières (1586-1649), marquis de Saint-Chamond, comte de Miolans et d'Anjou. Il fut propriétaire du château au milieu du XVIIe siècle.

## Pour approfondir